# Säypidin Äzizi
Säypidin Äzizi född 12 mars 1915 i Atush, Xinjiang, död 24 november 2003 i Peking, var en uigurisk politiker och kommunist.
1944 deltog han i upproret mot Kuomintang-styret i de tre distrikten (Ili, Altay och Tarbagatay) och var med vid bildandet av den andra östturkestanska republiken samma år. Åren 1946 till 1948 deltog han i en koalitionsregering som styrde dåvarande Xinjiang-provinsen tillsammans med Kuomintang.
I september 1949 deltog han i ett möte med Kinesiska folkets politiskt rådgivande konferens i Peking som beslutade att grunda Folkrepubliken Kina och han gick med i Kinas kommunistiska parti i december samma år. Därefter var han en viktig regional politiker i Xinjiang.